# Municipio de Calumet (Misuri)
El municipio de Calumet (en inglés: Calumet Township) es un municipio ubicado en el condado de Pike en el estado estadounidense de Misuri. En el año 2010 tenía una población de 1320 habitantes y una densidad poblacional de 4,52 personas por km².

## Geografía
El municipio de Calumet se encuentra ubicado en las coordenadas 39°18′22″N 90°53′47″O / 39.30611, -90.89639. Según la Oficina del Censo de los Estados Unidos, el municipio tiene una superficie total de 292.15 km², de la cual 279,27 km² corresponden a tierra firme y (4,41 %) 12,88 km² es agua.

## Demografía
Según el censo de 2010, había 1320 personas residiendo en el municipio de Calumet. La densidad de población era de 4,52 hab./km². De los 1320 habitantes, el municipio de Calumet estaba compuesto por el 91,97 % blancos, el 5,15 % eran afroamericanos, el 0,3 % eran asiáticos, el 0,98 % eran de otras razas y el 1,59 % eran de una mezcla de razas. Del total de la población el 1,59 % eran hispanos o latinos de cualquier raza.